# Jean Carmet
Jean Carmet (Tours, 1920. április 25. –‎ Sèvres, 1994. április 20.) kétszeres César-díjas francia színész.

## Élete és pályafutása
Még fiatalon megszakította tanulmányait, és Párizsba ment, ahol a Théâtre du Châtelet-ben, majd az Operában statisztált. Ezt követően gyakornok rendezőként alkalmazták a Théâtre des Mathurins-ben. Több filmben is kapott kisebb szerepeket, többek között a Szerelmek városában (Les enfants du paradis, 1945) és a Les démons de l'aube-ban (1946). A következő időszakban a Branquignols társulathoz csatlakozott, és több filmszerepet kapott. 
Az 1950-es években a La Famille Duraton című rádiójáték ismertté tette hangját. Nemzetközi hírnevét a Fekete-fehér színesben (La victoire en chantant) című film alapozta meg 1976-ban. 
Karrierje során több mint kétszáz filmben játszott. 1986-ban César-díjra jelölték a Miss Mona című filmben nyújtott alakításáért. 1983-ban és 1992-ben mellékszereplőként kapott César-díjat. 1994-ben a tiszteletbeli Césart vehette át barátja, Gérard Depardieu kezéből.
1994. április 20-án, öt nappal a 74. születésnapja előtt halt meg szívroham következtében. Sírja a párizsi Montparnasse-i temetőben található.

## Filmszerepei
- 1941: Le pavillon brûle – névtelen szereplő
- 1945: Szerelmek városa (Les enfants du paradis) –  néző
- 1946: Les démons de l’aube – Durandal
- 1947: Monsieur Vincent – Pontail abbé
- 1950: Dieu a besoin des hommes  – Yvon
- 1950: Pas de week end pour notre amour – beteg zongorista
- 1951: Dr. Knock – első fickó
- 1952: Az öt barát (Ils étaient cinq) – Jean, a postás
- 1952: Elle et moi – Gaston
- 1952: Monsieur Taxi
- 1952: Monsieur Leguignon, lampiste
- 1956: Bonjour sourire!
- 1956: Bébés à gogo
- 1961: A három testőr I. A királyné nyakéke (Les trois mousquetaires: Les ferrets de la reine) … Planchet
- 1961:  A három testőr II. A Milady bosszúja (Les trois mousquetaires: La vengeance de Milady) … Planchet
- 1963:  Alvilági melódia (Mélodie en sous-sol)
- 1965:  Ahol az öröm tanyázik (Les bons vivants)
- 1970:  Esténként a kormoránok rikácsolnak a dzsunkák felett (Le cri du cormoran, le soir au-dessus des jonques)
- 1971:  Mielőtt leszáll az éj (Juste avant la nuit)
- 1972:  Magas szőke férfi felemás cipőben (Le grand blond avec une chaussure noire)
- 1972:  A szuperlady (Elle cause plus, elle flingue)
- 1972:  Balszerencsés Alfréd (Les malheurs d’Alfred) … Paul
- 1974:  A magas szőke férfi visszatér (Le retour du grand blond)
- 1976:  Fekete-fehér színesben (Noirs et blancs en couleur)
- 1979:  Hidegtál (Buffet froid)
- 1981:  A káposztaleves (La soupe aux choux)
- 1981:  A hamisítvány (Die Fälschung) … Rudnik
- 1982:  A nyomorultak (Les misérables), rend. Robert Hossein, … Thénardier
- 1983:  Papi, a hős (Papy fait de la résistance) … André Bourdelle
- 1986:  Négybalkezes (Les fugitifs) … Martin
- 1988:  Szögevő (Mangeclous)
- 1990:  Anyám kastélya (Le château de ma mère)
- 1993:  Rajta, fiatalok! (Roulez jeunesse) … Michel
- 1993:  Germinal … Vincent Maheu, avagy Bonnemort
- 1994:  Reszkessetek, bankrablók! (Cache Cash) … Durandet
- 1994:  Eugénie Grandet … Félix Grandet

## Díjai
- César-díj (1983, 1992)
- Tiszteletbeli César (1994)

## Fordítás
Ez a szócikk részben vagy egészben  a   Jean Carmet című francia Wikipédia-szócikk fordításán alapul.  Az eredeti cikk szerkesztőit annak laptörténete sorolja fel. Ez a jelzés csupán a megfogalmazás eredetét és a szerzői jogokat jelzi, nem szolgál a cikkben szereplő információk forrásmegjelöléseként.